# 米利夫齊 (特諾皮爾州)
48°52′59″N 25°49′12″E / 48.88306°N 25.82000°E
米利夫齊（羅馬化：Mylivtsi）是位於烏克蘭西部特諾皮爾州喬爾特基夫區的村莊，面積1.88平方公里，2014年人口612，人口密度每平方公里416.6人。